# Serravalle a Po
Serravalle a Po (Seravàl in dialetto mantovano) è un comune italiano sparso di 1 472 abitanti della provincia di Mantova in Lombardia. Da febbraio 2016, con il comune di Sustinente, fa parte dell'Unione di comuni Lombarda Mincio Po.
La sede comunale è la frazione di Torriana, che si trova in posizione intermedia tra i centri abitati di Serravalle a Po e di Libiola, l'insediamento più popoloso del comune.

## Origini del nome
Il nome di Serravalle deriverebbe dalla posizione geografica "serratura della valle".
Se è come per la Serravalle nella bassa Blenio (Canton Ticino, CH), deriverà con ogni probabilità da sala vallis, uno stanziamento longobardo in cui si amministrava la giustizia. La tradizione di tipo cancelleresco ha assunto sara vallis (da sala') e l'ha fatto diventare Serravalle con rotacismo, ma la base è il ben noto sala longobardo. 

## Monumenti e luoghi d'interesse
- Chiesa di Santa Cecilia.

### Aree naturali
- Parco Golenale lungo Po.

## Società

### Evoluzione demografica
Abitanti censiti

## Infrastrutture e trasporti
Fra il 1886 e il 1933 Serravalle Po era servita da una stazione posta lungo la tranvia Brescia-Mantova-Ostiglia.